# Platyrhinidae
Fläktrockor Platyrhinidae utgörs av fem beskrivna arter. Fläktrockor uppnår en totalt längd mellan 30 och 90 cm.
Dessa rockor föredrar mjukbotten och förekommer i habitat nära kusten ner till 137 m djup. Utbredningsområdet ligger i Stilla havet. Födan utgörs främst av havslevande kräftdjur, blötdjur eller maskar.
Framkroppens skiva liknar en cirkelrund platta eller en skyffel. Svansen blir smalare fram till spetsen. Typisk är näsborrar som ligger nära munnen och ögon som ligger nära varandra. På bakkroppen finns två ryggfenor som ligger nära varandra och som är ungefär lika stora. Skivans ovansida har en enhetlig färg eller några strimmor. Undersidan är hos de flesta exemplar vit.
Olika familjemedlemmar fiskas för köttets skull som äts färsk eller insaltad. Dessutom hamnar några exemplar som bifångst i fiskenät.
I familjen listas två släkten:
- Platyrhina, 4 arter
- Platyrhinoidis, en art